# Sunnyvale (California)
Sunnyvale è una città della contea di Santa Clara, California, Stati Uniti. La popolazione era di 140 081 abitanti al censimento del 2010.
Sunnyvale è la settima città più popolosa della San Francisco Bay Area e una delle principali città della Silicon Valley. Confina con porzioni di San Jose a nord, il Moffett Federal Airfield a nord-ovest, Mountain View a nord-ovest, Los Altos a sud-ovest, Cupertino a sud e Santa Clara a est. Si trova lungo lo storico El Camino Real e l'U.S. Route 101.
Come parte dell'area ad alta tecnologia della California conosciuta come Silicon Valley, Sunnyvale è la sede principale di molte aziende tecnologiche ed è un importante centro operativo per molte altre. Ospita anche diverse compagnie aerospaziali/di difesa. Sunnyvale era anche la sede della Onizuka Air Force Station, spesso chiamata "il cubo blu" (the Blue Cube) a causa del colore e della forma dell'edificio principale senza finestre. La struttura, precedentemente nota come Sunnyvale Air Force Station, è stata intitolata al defunto astronauta dello Space Shuttle Challenger Ellison Onizuka. Ha servito come impianto di controllo satellitare artificiale dell'Esercito degli Stati Uniti fino all'agosto 2010 e da allora è stato ritirato e demolito.
Sunnyvale è una delle poche città degli Stati Uniti ad avere un unico dipartimento unificato di sicurezza pubblica, in cui tutto il personale è formato come vigili del fuoco, agenti di polizia e soccorritori, in modo che possano rispondere a un'emergenza in uno dei tre ruoli.
I servizi bibliotecari per la città sono forniti dalla Sunnyvale Public Library, situata al Sunnyvale Civic Center.

## Geografia fisica
Secondo l'Ufficio del censimento degli Stati Uniti, ha una superficie totale di 22,69 mi² (58,77 km²).

## Società

### Evoluzione demografica
Secondo il censimento del 2010, la popolazione era di 140 081 abitanti.

### Etnie e minoranze straniere
Secondo il censimento del 2010, la composizione etnica della città era formata dal 43,0% di bianchi, il 2,0% di afroamericani, lo 0,5% di nativi americani, il 40,9% di asiatici, lo 0,5% di oceanici, l'8,7% di altre razze, e il 4,5% di due o più razze. Ispanici o latinos di qualunque razza erano il 18,9% della popolazione.

## Cultura

### Media
In questa città, nel 1987, si formò il gruppo musicale skate punk dei No Use for a Name.

## Economia
È uno dei principali centri della Silicon Valley e vi hanno sede molte aziende di alta tecnologia, tra cui il produttore di semiconduttori AMD e la società di servizi internet Yahoo!; è sede di numerose industrie di costruzioni tecnologiche di materiali spaziali, ed è sede di centri di controllo e collegamento satellitare.
Nel 1999 è stata fondata la TeleNav, Inc. (NASDAQ: TNAV) con sede a Sunnyvale; azienda di servizi di localizzazione senza fili che offre sistemi di navigazione GPS, ricerca locale, soluzione di navigazione per il settore automobilistico, pubblicità via cellulare, automatizzazione del flusso di lavoro.